# Fumo de rolo

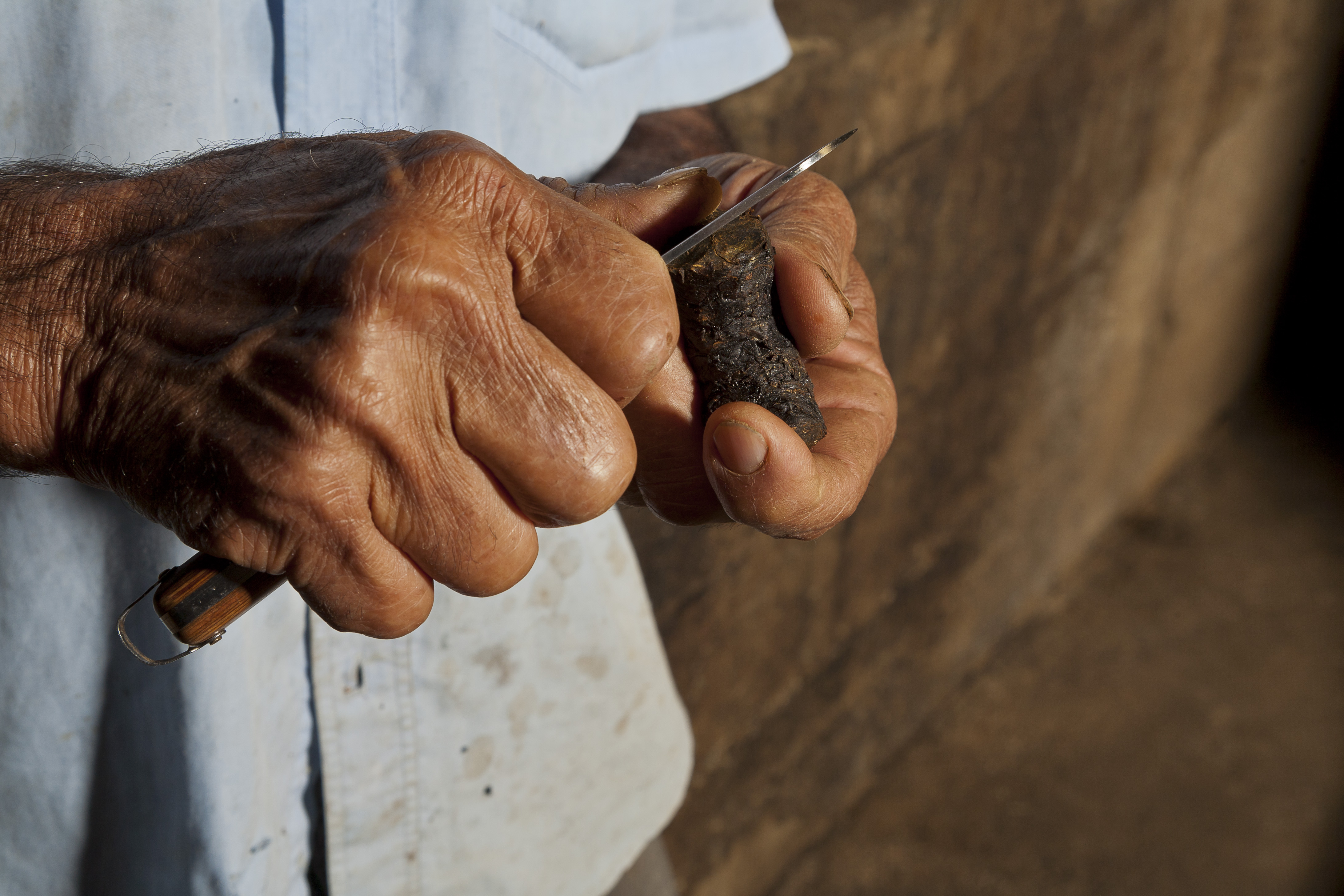
Camponês preparando um cigarro com fumo de rolo

Fumo de rolo, ou fumo crioulo, ou ainda fumo de corda, é um tipo de fumo (tabaco) torcido e enrolado, normalmente utilizado para confeccionar cigarros de palha, mas também consumido mascando-se pequenos pedaços.
Há também várias receitas que utilizam fumo de rolo para combater pragas em hortas domésticas.

## Preparo
As folhas de tabaco são colhidas quando atingem plena maturação e penduradas para murchar. Após a separação das nervuras centrais, as folhas são enroladas para formar a corda, variando entre quatro e oito o número de folhas usadas, conforme a grossura desejada, sendo a corda enrolada em um sarilho. O fumo de rolo é curado ao sol durante 60 a 90 dias; neste período a corda é torcida várias vezes, passando de um sarilho para outro.